# Округ Каменка-Струмиловская
Округ Каменка-Струмиловская (нем. Bezirk Kamionka Strumiłowa, Каменка-Струмиловский уезд, пол. Powiat kamionecki) — административная единица коронной земли Королевства Галиции и Лодомерии в составе Австро-Венгрии, существовавшая в 1867—1918 годах. Административный центр — Каменка-Струмиловская (ныне Каменка-Бугская).
Площадь округа в 1879 году составляла 15,2153 квадратных миль (875,49 км2), а население — 72 371 человек. Округ насчитывал 91 поселение, организованные в 74 кадастровых муниципалитета. На территории округа действовало 2 районных суда — в и.
После Первой мировой войны округ вместе со всей Галицией отошёл к Польше.